# 勢和村
勢和村（せいわむら）は、三重県多気郡にあった村。

## 地理
- 河川：濁川（櫛田川、宮川の支流）、波多瀬川（櫛田川の支流、乾燥時は伏流川）

### 隣接していた自治体
- 松阪市
- 多気郡 多気町、大台町

## 歴史
- 1955年（昭和30年）
  - 4月15日 - 多気郡五ヶ谷村・丹生村が新設合併し、勢和村が発足。
  - 8月1日 - 松阪市の一部（大字上出江・下出江）を編入。
- 2006年（平成18年）1月1日 - 多気郡多気町と新設合併し、改めて多気町が発足。同日勢和村廃止。

## 行政
- 村長：林道郎（1991年6月2日から廃村まで）

## 教育
学校
- 勢和村立勢和中学校
- 勢和村立勢和小学校

文化施設
- 勢和村ふるさと交流館（図書館・郷土資料館）

## 交通

### 鉄道
- 東海旅客鉄道紀勢本線が通っているが、村内に駅はない。

### 道路
- 高速道路
  - 伊勢自動車道：勢和多気IC
- 一般国道
  - 国道42号、国道368号

## 名所・旧跡・観光スポット・祭事・催事

### 名所・旧跡
- 丹生大師（丹生山神宮寺）
- 丹生鉱山跡

### 観光スポット
- 元丈の館
- ゆとりの丘
- コケコッコー共和国

### 祭事・催事
- 丹生大師大祭（4月、10月）
- 元丈まつり（5月、11月）
- あじさいまつり（6月）
- ホテイアオイとめだか祭り（9月）
- 長龍（ちょうろう）神事（3月）

## 出身有名人
- 野呂元丈（1693年-1761年）：本草学の先駆者で、徳川吉宗のお抱え医師を務める。
- 伊多波武助（初代)
- 三井殊法 - 商人、三井高利の母[1]